# 蓬喬內迪布拉加山
46°26′04.4″N 8°32′35″E / 46.434556°N 8.54306°E

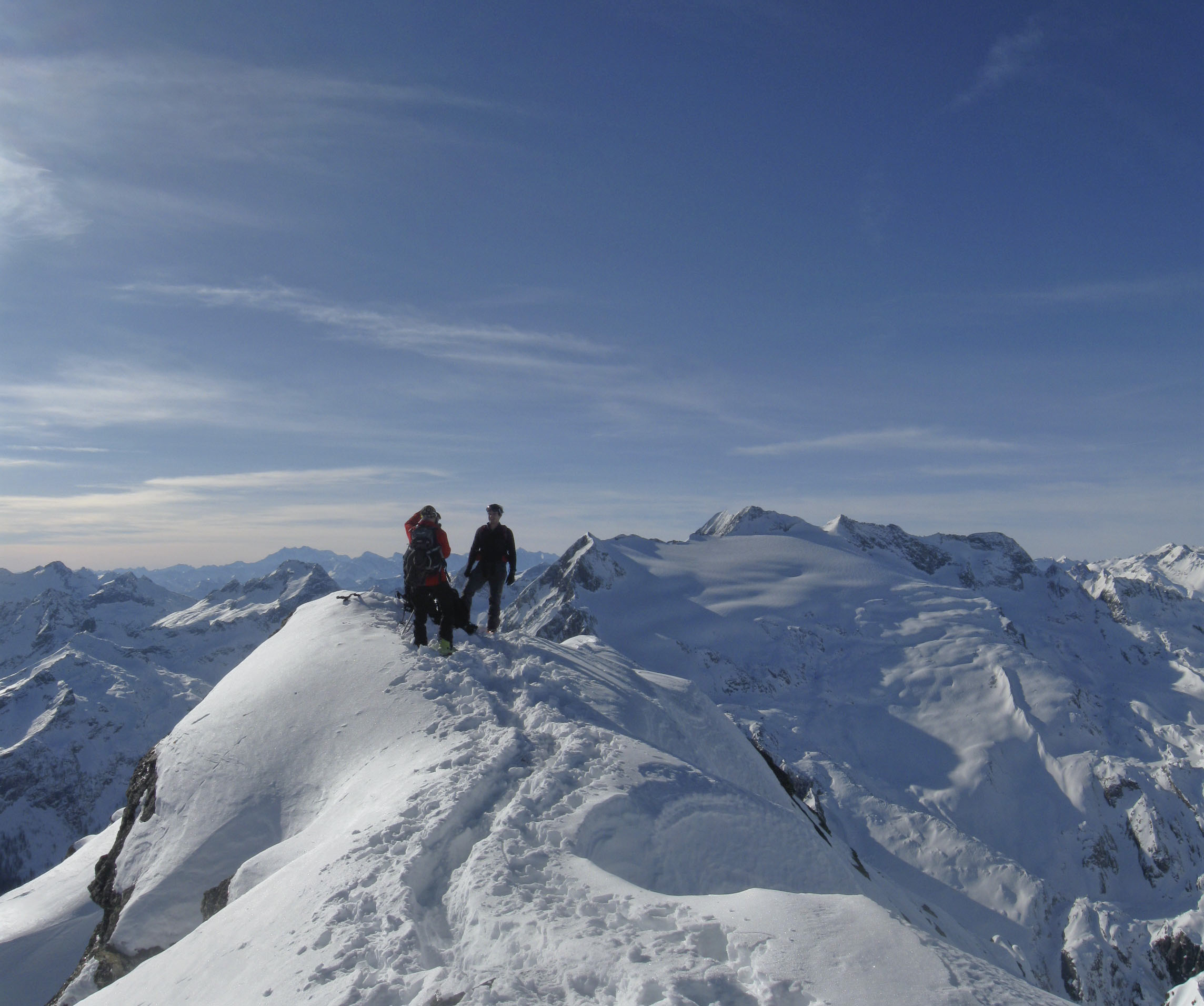

蓬喬內迪布拉加山（Poncione di Braga），是瑞士的山峰，位於該國南部，由提契諾州負責管轄，屬於勒蓬廷山的一部分，海拔高度2,864米，每年平均降雨量2,204毫米。